# Bernhard Jott Keller

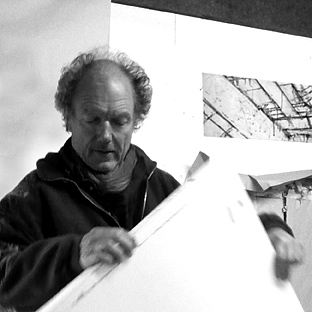
BJK im Atelier

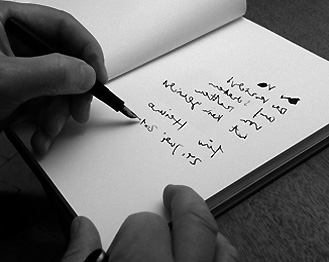
BJK signiert in Spiegelschrift

Bernhard Jott Keller (BJK) (* 1950 in Lindenberg im Allgäu) ist ein deutscher Maler. Er ist außerdem als Fotograf, Autor und Buchhersteller tätig. Er lebt und arbeitet freischaffend in einem kleinen Weiler am Lech nahe Steingaden in Bayern.

## Leben
Keller wurde in Lindenberg im Allgäu geboren und wuchs dort auf. Ab 1970 absolvierte er ein Lehramtsstudium für die Sekundarstufen 1 und 2, unter anderem an der Ludwig-Maximilians-Universität in München. Ab 1974 folgte ein Zweitstudium an der Akademie der Bildenden Künste in München, das er 1980 mit Diplom abschloss.
Keller wurde Meisterschüler bei Karl Fred Dahmen, der durch seine Kritik und Anregungen schon früh Kellers Interesse an den Grundzügen der informellen Malerei weckte. Außerdem erhielt er ein Stipendium für die Cité Internationale des Arts Paris, ein Stipendium der Prinzregent-Luitpold-Stiftung München sowie eine Debütantenförderung des Bayerischen Kultusministeriums.
1989 begibt sich der Künstler Franz-J. Maria Weber im Rahmen einer Postkunst-Aktion auf die Suche nach dem J. im Namen von Bernhard J. Keller. Er schickt ihm insgesamt 79 Briefe, auf denen er Kellers J. von Josef bis Jesbulla von Brief zu Brief mit immer abstrakter klingenden Namen füllt, um dadurch dem Geheimnis auf die Spur zu kommen. Letztendlich vereinte Weber alle realen und irrealen Js unter dem Sammelbegriff „Jott“, was Keller seit 1992 fest im Namen führt.

## Werk
Keller arbeitet häufig in thematischen Werkzyklen und Serien, in denen er sich mit realen, persönlichen Situationen, Orten und Begebenheiten auseinandersetzt.
Als eine ihm bis dahin völlig unbekannt gebliebene Fertigkeit entdeckte Keller 1982 die Spiegelschrift, eine typische Fähigkeit umgeschulter Linkshänder, die er seitdem ohne Mühe und mit präziser Sicherheit als ein Ausdrucksmittel in vielen Werken verwendet, ohne sie jemals geübt zu haben.
In seinen bildnerischen Arbeiten sind Bezüge zum Informel, zur Écriture automatique und zum Expressionismus erkennbar. Unkonventionell kombiniert er Elemente der Malerei, Zeichnung, Collage, Frottage, Fotografie und Schrift auf Materialien, die oftmals bereits ihre eigenen Vorgeschichten mit einbringen. Von der DDR-Papiertüte, der Süddeutschen Zeitung bis zu im Gebirgsbach entdeckten Literaturseiten von Karl Popper kommen zahlreiche Fundstücke in Kellers Arbeiten zur Anwendung. Sein Wirken als Wiederverwerter in der Kunst ist unter anderem auch Ausdruck seines zeitweise ausgeprägten Engagements für den Umwelt-, Landschafts- und Denkmalschutz. Kellers Werke gleichen oftmals Bilderrätseln, die den Betrachter auf eine ganz eigene Reise in die Fantasie einladen.
In seinen Veröffentlichungen geht er immer wieder experimentelle Kooperationen mit Autoren ein, wobei seinen Bildern assoziativ entstandene Texte gegenübergestellt oder diese eigenständig verwendet werden. Dieses Zusammenspiel von Literatur und Bildender Kunst eröffnet oft eine eigene künstlerische Dimension.

## Ausstellungen (Auswahl)

### Einzelausstellungen
- 1981 „Tagebuch aus der Enge“, Zeichnungen, Wanderausstellung durch deutsche Wohnzimmer, u. a. Bonn, Ulm, München (Ausstellungskatalog erhältlich, K)
- 1982 „Weg aus der Enge“, Lippische Gesellschaft für Kunst, Detmold
- 1983 „Moment mal“, Aquarelle und Zeichnungen Kunstverein Coburg (K)
- 1985 „Ausfahren auf’s Papier“, Malerei, Galerie im Zwinger, St. Wendel
- 1986 „TURMturbulenzen“, Malerei auf Karton, Institut für moderne Kunst, Nürnberg
- 1988 - 91 „Stürme und Stille“, Bildertagebuch eines Jahres, Gutenberg Museum, Mainz; Kunstverein Eislingen/Fils, Kunstverein  Siegen und weitere
- 1991 „Architekturen auf der Spur“, Städt. Galerie am Markt, Annaberg-Buchholz
- 1993 „So nah, so deutsch und doch so fern“, Galerie am Weißen See, Ostberlin (mit E. Koenig)
- 1994 - 98 „Ich. Der Berg. Und Du?“, Museum der Stadt Füssen (K); Kunstverein Schrobenhausen; Neues Stadtmuseum Landsberg a. Lech; Kunstraum Riss, Samedan, Engadin/Schweiz und andere
- 1995 „So deutsch, so nah und doch so fern“, Schwabenakademie Kloster Irsee (m. E. Koenig) (K)
- 1996 „Zwei Maler - zwei Bildwelten“ (deutsch-deutsche Begegnung), Jagdschloss Glienicke Berlin (mit E. Koenig)
- 1997 „Lezzeb’s & Rellek’s“, Studio H, Berlin-Ost (mit Chris Bezzel) (K)
- 1999 „Zwei Maler - zwei Bildwelten“ (Malerei/Fotografie), Kulturwerkstatt Haus 10, Kloster Fürstenfeld (mit E. Koenig)
- 2008 „Gebannte Schatten“ (Fotografie), Stadttheater Landsberg am Lech (Kooperation mit M. Buchenberg)
- 2009 „Zeitensprünge (1)“, Galerie von Fircks-Huth Leeder (mit M.Buchenberg) (K)
- 2010 „Zeitensprünge (2)“, Kartause Buxheim (mit M. Buchenberg) (K)
- 2011 „Deus deest, dum volvitur orbis“ (Malerei/Fotografie), Bezirk Oberbayern im Kloster Benediktbeuern (mit M.Buchenberg)
- 2012 „Wirklich flüchtig, Venedigs Poesie der Schatten“, Kulturforum Blaues Haus Diessen/Ammersee
- 2012 „Wirklich flüchtig, Venedigs Poesie der Schatten“, Palazzo Albrizzi, Venedig

### Gemeinschaftsausstellungen
- 1980 „Deutsche Künstler in Paris“, Goethe-Institut, Paris (K)
- 1981 „Die ersten Jahre der Professionalität“, Galerie der Künstler, München
- 1981/82 „Berge 81“, Wanderausstellung des Deutschen Alpenvereins, München, Berlin, Bonn, Düsseldorf, Ludwigshafen, Lindau im Bodensee (K)
- 1984 „Informell“, Germanisches Nationalmuseum, Nürnberg
- 1984 - 85 „1. Nationale der Zeichnung“ Augsburg und weitere
- 1988/89 „Neue Kunst in Landsberg/Lech“, Neues Stadtmuseum (K)
- 1990 „Berge 90“, Alpinmuseum Kempten
- 1991 „Symbiosen von Bild und Text“, Siegerlandmuseum, Siegen
- 1995 „Letteratur-Von den Buchstaben“, Gelbes Haus, Flims, Schweiz
- 1997 - 99 I. und II. Biennale Holzhausen/Ammersee (K)
- 2002 „Der Berg“, Bilder, Objekte, Installationen, Kunstverein Heidelberg (K)
- 2010 Zeitzeichen – Zeitgleich: Art und Dialog (Eine bundesweite Ausstellungsinitiative des BBK), Kunsthalle Kempten (K)
- 2011 „ABCDE... Das Alphabet von A bis Z“, Mewo Kunsthalle Memmingen (K)
- 2011 “Werkblock 11”, Kunsthalle Kempten

## Veröffentlichungen (Auswahl)
- Tagebuch aus der Enge. Zeichnungen mit einem Text von Dieter Lattmann. Dussa Verlag, 1981, ISBN 3-922950-00-0.
- Moment mal. Bilder mit Texten von Felicitas Frischmuth. Dussa Verlag, 1984, ISBN 3-922950-09-4, vergriffen
- Buchstabenbotschaften ohne Botschaft. (experimentelle Texte, Heft Nr. 11). Universität Siegen, 1987.
- Stürme und Stille. Bildertagebuch eines Jahres als Leporello mit einem Text von Franz-Josef Weber. Dussa Verlag, 1989, ISBN 3-922950-18-3.
- Ich. Der Berg. Und Du? Bilder, Bildmontagen, - installationen mit Texten verschiedener Autoren. Verlag für moderne Kunst Nürnberg, 1994, ISBN 3-928342-40-1.
- Bernhard Jott Keller. Bilder und Texte. Schwabenakademie Kloster Irsee, 1995, ISBN 3-9804600-1-0.
- Lezzeb’s & Rellek’s. Bilder mit Texten von Chris Bezzel. Editions Phi / Studio H / Galerie13, 1997, ISBN 3-88865-149-2.
- unnütz silbern. Bergkrimi für faule Leser. Book on demand by Dussa Verlag, 2002, ISBN 3-922950-46-9.
- Spaziergänge durch Diessen am Ammersee. Thomas Raff, mit Fotos von Bernhard Jott Keller. Dussa Verlag, 2006, ISBN 3-922950-51-5.
- Der ungeliebte Schöne. Aquarelle mit einem Gedicht von R. Ausländer. Dussa Verlag, 2008, ISBN 978-3-922950-54-7.
- Zeitensprünge (1). Werkdokumentation mit Bildern von Keller u. Objekten von M. Buchenberg. Dussa Verlag, 2009, ISBN 978-3-922950-55-4.
- Zeitensprünge (2). Werkdokumentation mit Bildern von Keller u. Objekten von M. Buchenberg. Dussa Verlag, 2010, ISBN 978-3-922950-57-8.
- „Wirklich flüchtig • Davvero effimero - Venedigs Poesie der Schatten.“ Fotografien. Dussa Verlag, 2011, ISBN 978-3-922950-58-5.
- Venedigs Poesie der Schatten. Fotokunst-Kalender 2012. Dussa Verlag, 2011, ISBN 978-3-922950-59-2.